# 영원과 하루
《영원과 하루》(Mia Eoniotita Ke Mia Mera, Eternity And A Day)는 이탈리아에서 제작된 테오 앙겔로풀로스 감독의 1998년 드라마 영화이다. 브루노 간츠 등이 주연으로 출연하였고 테오 앙겔로풀로스 등이 제작에 참여하였다. 이 영화는 1998년 칸 영화제에서 주목할만한 시선과 심사위원상을 받았다. 이 영화는 제71회 아카데미상의 외국어 부문에 그리스 자격으로 출품되었으나 후보로 지명되지는 못했다.

## 줄거리
중년 작가 알렉산드로스는 자신이 말기 질환에 걸렸다는 사실을 알게 된 후 테살로니키의 해변 아파트를 떠나 다음 날 추가 검사를 받기 위해 병원에 입원해야 한다. 그는 자신의 삶을 정리하고 자신의 개를 돌봐줄 사람을 찾으려 애쓰고 있다. 그는 아직 젊어 보이는 죽은 아내 안나에게 마음속으로 속삭이다.
알렉산드로스는 자신과 비슷한 소년들을 교통 단속 현장에서 체포하여 추방하려는 경찰에게서 어린 알바니아인 스퀴지 아이를 숨긴다. 이후 그는 22살 딸을 방문하지만, 진단 결과를 말하지 않는다. 대신 딸의 어머니가 쓴 편지를 딸에게 건네주고, 딸은 그 편지를 큰 소리로 읽는다. 그 모습을 보며 그는 딸이 베이비 샤워 파티에서 갓난아기였을 때의 기억이 떠오르다. 딸과 사위가 자신에게 알리지도 않고 해변 별장을 팔았다는 사실도 알게 된다. 게다가 그들은 자신의 개를 데리고 가기를 거부한다.
돌아오는 길에 알렉산드로스는 이민자 소년을 다시 만나고, 그를 불법 입양시키려는 인신매매업자들에게 잡혀가는 모습을 목격한다. 알렉산드로스는 비밀 회의에 잠입하여 잠시 혼란스러운 순간 아이를 데리고 몰래 빠져나가려 하지만, 인신매매업자들에게 발각되어 그들이 요구하는 금액을 지불해야 한다. 그는 아이를 버스에 태우고 택시를 타려 했지만, 아이가 계속 도망치자, 직접 아이를 데리고 알바니아 국경을 넘기로 결심한다.
알렉산드로스는 눈 덮인 산 국경에서 시체가 덩그러니 매달려 있는 듯한 기괴한 철조망을 본다. 문이 열리기를 기다리던 중, 소년이 알바니아에서의 삶에 대해 거짓말을 했다고 고백하자 두 사람은 국경을 넘으려던 마음을 바꾼다. 두 사람은 간신히 국경 경비대를 피해 알렉산드로스의 차량으로 돌아간다.
소년의 위태로운 삶은 알렉산드로스를 혼수상태와 자기 연민에서 벗어나게 하고, 19세기 그리스 시인 디오니시오스 솔로모스에 대한 사랑에 다시 활력을 불어넣어 준다. 그는 미완성된 그의 시를 완성하고 싶어 한다. 노인과 소년은 두려움으로 연결되어 있다. 노인은 앞으로 자신에게 닥칠 일과 그의 삶이 어떤 영향을 미쳤는지에 대해, 소년은 지뢰와 밀수업자들이 즐비한 산길을 따라 알바니아로 돌아가는 위험한 여정에 대해 두려움을 느낀다.
알렉산드로스는 가정부 우라니아를 방문한다. 그녀는 그에게 완전히 반했지만, 결혼식 피로연 중이어서 아들과 신부 사이에서 춤을 춘다. 이 장면은 알렉산드로스가 방해할 때까지 계속된다. 그는 개를 그녀에게 맡기고, 잠시 멈췄던 춤과 음악이 마치 아무것도 그들을 멈추지 않았던 것처럼 다시 시작된다.
소년은 수십 명의 다른 젊은이들과 함께 촛불 기도회를 통해 셀림이라는 또 다른 어린 소년의 죽음을 애도하며 폐허가 된 병원으로 향한다. 두 사람은 버스를 타고 가며 지친 정치 시위대부터 말다툼하는 커플, 클래식 음악 트리오까지 온갖 사람들을 만난다. 창밖으로 자전거를 탄 세 사람이 밝은 노란색 비옷을 입고 이상하게도 페달을 밟으며 지나가는 모습이 보인다. 소년은 한밤중에 목적지를 알 수 없는 크고 환한 배에 올라탄다.
알렉산드로스는 옛집으로 들어간다. 그는 주변을 둘러보고 뒷문으로 나와 안나와 다른 친구들이 노래 부르는 밝은 과거로 향한다. 그들은 멈춰 서서 그에게 함께하자고 권하고, 모두 춤을 춘다. 그리고 곧 시인과 그의 아내만 움직인다. 그때 아내가 천천히 멀어지고, 그는 청력을 잃었다고 주장한다. 아내도 보이지 않는 것 같다. 계획대로 병원에 가지 않겠다고 말했던 그는 내일이 얼마나 남았는지 묻는다. 그녀는 그에게 내일이 영원과 하루 동안 지속될 것이라고 말한다.

## 출연

### 주연
- 브루노 간츠

### 조연
- 이자벨 르노
- 아칠레아스 스케비스
- 데스피나 베베델리
- 파브리지오 벤티보글리오

## 기타
- 미술: 기오르고스 파사스